# Christina Elmore
Christina Lorenn Elmore, född 18 mars 1987 i Los Angeles i Kalifornien, är en amerikansk skådespelerska.
Elmore har bland annat medverkat i TV-serierna The Girls on the Bus och The Last Ship.

## Filmografi (i urval)
- 2013 – Last Stop Fruitvale Station
- 2014–2018 – The Last Ship (TV-serie)
- 2018–2021 – Insecure (TV-serie)
- 2024 – The Girls on the Bus (TV-serie)